# Pysärivier
De Pysärivier (Zweeds: Pysäjoki; Samisch: Bisájohka) is een rivier die stroomt in de Zweedse  gemeente Kiruna. De rivier verzorgt de afwatering van het gebied ten zuiden van de Torne net voordat de Vittangirivier binnenstroomt. De rivier ontvangt haar water uit de meren Pysämoerasmeer en Pysämeer, het moeras Pysämoeras en van de hellingen van de Pysäberg. De rivier stroomt noordwaarts en is circa 27,5 kilometer lang.
Afwatering: Pysärivier → Torne → Botnische Golf.